# Slammy Award 1986
De Slammy Award 1986 was de eerste uitreiking van prijzen in verschillende categorieën voor de beste professionele worstelaars van World Wrestling Federation. De Slammy Award was speciaal in het leven geroepen ter promotie van The Wrestling Album waarop diverse worstelaars als zich zangers profileerden. De uitreiking van de Slammy Awards vond plaats in december 1985 in het Civic Center in Baltimore (Maryland) en werd uitgezonden in maart 1986. Martha Quinn was de gastvrouw van deze eerste editie. 

## Prijzen
- Beste persoonlijkheid in Land of a Thousand Dances
  - Roddy Piper
  - Alle worstelaars die te zien waren op de video waren genomineerd
  - Gene Okerlund voerde Tutti Frutti uit

- Beste producer
  - Mona Flambe aka Cyndi Lauper
  - Rick Derringer
  - Joel Dorn
  - Jimmy Hart zong Eat Your Heart Out Rick Springfield.

- Beste commentator
  - Gene Okerlund
  - Vince McMahon
  - Jesse Ventura
  - Hillbilly Jim playbackte Don't Go Messin' with a Country Boy.

- Meest schandalig
  - Nikolai Volkoff
  - Junkyard Dog playbackte Grab Them Cakes.

- Beste single (een-op-een) performer
  - Junkyard Dog
  - Lou Albano
  - Gene Okerlund
  - Roddy Piper
  - Nikolai Volkoff
  - Jimmy Hart
  - Hillbilly Jim